# Veikko Antero Koskenniemi

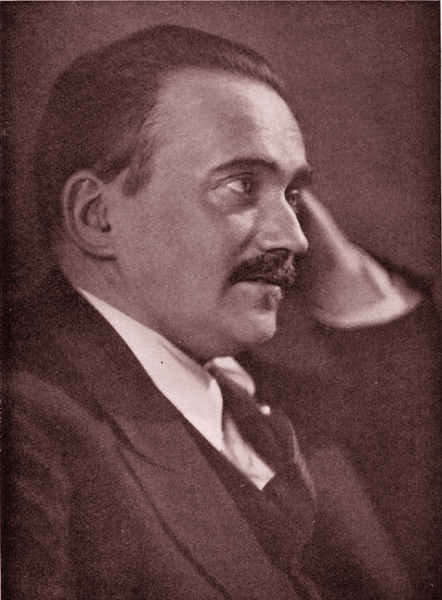
Veikko Antero Koskenniemi.

Veikko Antero Koskenniemi (8 de julio de 1885 - 4 de agosto de 1962) escritor finés nacido en Oulu, Finlandia. En 1921 obtuvo el título de Profesor de Historia Literaria de la Universidad de Turku, Finlandia. En 1948 se hizo miembro de la Academia Finlandesa. Murió en Turku.
V.A. Koskenniemi es uno de los más conocidos escritores finlandeses por sus poemas, libros de viajes y ensayos, en los que se observa una gran influencia de Goethe, Runeberg, los parnassans franceses y los simbolistas.
- Datos: Q1229802
- Multimedia: V.A. Koskenniemi / Q1229802